# Syntrechalea caporiacco
Syntrechalea caporiacco là một loài nhện trong họ Trechaleidae.
Loài này thuộc chi Syntrechalea. Syntrechalea caporiacco được miêu tả năm 2008 bởi Carico.